# جيسي ديفيس
جيسي ديفيس (بالإنجليزية: Jesse Davis)‏ هو عازف جاز أمريكي، ولد في 9 نوفمبر 1965 في نيو أورلينز في الولايات المتحدة.

## وصلات خارجية
- جيسي ديفيس على موقع ميوزك برينز (الإنجليزية)
- جيسي ديفيس على موقع أول ميوزيك (الإنجليزية)
- جيسي ديفيس على موقع ديسكوغز (الإنجليزية)